# Joanna Stone
Pour les articles homonymes, voir Stone.
Joanna « Jo » Stone-Nixon (née le 4 octobre 1972 à Londres) est une athlète australienne spécialiste du lancer de javelot. Elle remportera par trois fois le titre de championne d'Australie du lancer de javelot.

## Carrière

### Palmarès
| Date | Compétition                | Lieu         | Résultat | Performance |
| ---- | -------------------------- | ------------ | -------- | ----------- |
| 1994 | Jeux du Commonwealth       | Victoria     | 4e       | 57,60 m     |
| 1995 | Championnats du monde      | Göteborg     | 5e       | 63,74 m     |
| 1996 | Jeux olympiques d'été      | Atlanta      | 16e      | 58,54 m     |
| 1997 | Championnats du monde      | Athènes      | 2e       | 68,64 m     |
| 1998 | Jeux du Commonwealth       | Kuala Lumpur | —        | DNS         |
| 1998 | Coupe du monde des nations | Johannesburg | 1re      | 69,85 m     |
| 2000 | Jeux olympiques d'été      | Sydney       | 17e      | 58,34 m     |

### Records
| Épreuve           | Performance | Lieu         | Date           |
| ----------------- | ----------- | ------------ | -------------- |
| Lancer de javelot | 69,85 m     | Johannesburg | Septembre 1999 |